# Eremothecium cymbalariae
Eremothecium cymbalariae är en svampart som beskrevs av Borzí 1888. Eremothecium cymbalariae ingår i släktet Eremothecium och familjen Eremotheciaceae.   Inga underarter finns listade i Catalogue of Life.